# Conchapelopia falcistylus
Conchapelopia falcistylus är en tvåvingeart som beskrevs av Chaudhuri och Debnath 1983. Conchapelopia falcistylus ingår i släktet Conchapelopia och familjen fjädermyggor. Inga underarter finns listade i Catalogue of Life.